# Lus (film)
|  | Denne artikel er oprettet af botten Steenthbot ud fra en ekstern database. Den kan derfor have sproglige fejl eller mangler. Denne skabelon kan fjernes efter kontrol af indholdet. |

 For alternative betydninger, se Lus (flertydig). (Se også artikler, som begynder med Lus)
Lus er en dansk børnefilm fra 1983 instrueret af Anette Pilmark og efter manuskript af Anette Pilmark og Per Schultz.

## Handling
Lisa er 6 1/2 år gammel og går i børnehave. En dag får hun lus. Filmen viser, hvordan kammeraterne og de voksne omgivelser reagerer.

## Medvirkende
- Julie Find
- Jesper Bredgaard
- Anna Emilie Graae
- Ivan Harsløf
- Jonas Preisler
- Iben Wurbs
- Gunvor Bjerre